# IV. Balduin hainaut-i gróf
IV. Balduin (1108 – 1171. november 6.) Hainaut grófja 1120-tól haláláig.

## Élete
Apja III. Balduin hainaut-i gróf, anyja Yolanda de Gelderland, I. Gerhard wassenbergi gróf lánya. Apja halála után 1120-ban örökölte a grófi címet, de csak nagykorúságának elérése után, 1124-25-ben kezdett ténylegesen uralkodni. 1127-ben I. Károly flamand gróf meggyilkolása után a flamand grófi cím egyik követelője volt (nagyapját, II. Balduint annak nagybátyja, Fríz Róbert szorította ki Flandriából) és sikerült elfoglalnia Oudenaarde és Ninove városát, de később vissza kellett vonulnia a másik jelölt, Normandiai Vilmos (Guillaume Cliton) elől.
1128-ban, Vilmos halála után Balduin ismét hadat indított, de megint csak vissza kellett vonulnia a flamand városok választottja, Thierry d’Alsace előtt.
1130 körül vette feleségül Namuri Alixet, I. Gottfried namuri gróf lányát és Namur örökösét. A házasságot még Balduin anyja, Yolanda hozta tető alá, aki azt is elérte, hogy Balduin és Alix gyermekei örököljék Namurt.
1147-ben megpróbálta kihasználni Thierry távollétét, aki éppen a Szentföldön harcolt, és bevonult Flandriába annak ellenére, hogy a pápa kiközösítéssel fenyegette azokat, akik a keresztesek birtokait megtámadják távollétükben. Thierry felesége és helytartója, Sibylle d’Anjou, sikeresen védte meg Flandriát, de a háborúskodás során mindkét grófságot feldúlták. A két fél végül a reimsi érsek közvetítésével 1150-ben békét kötött. Amikor Thierry 1150-ben visszatért a Szentföldről, nem elégedett meg a békekötéssel és megtámadta Hainaut-t és Bouchain mellett vereséget mért Balduinra I. Henrik namuri gróf és Henrik, Liege püspökének segítségével. A rákövetkező béketárgyalások során Thierry egyik lányát, Margitot Balduin fiához, a későbbi V. Balduin hainaut-i grófhoz adta feleségül, ami később a két grófság egyesítéséhez vezetett.
Balduin rengeteg erőfeszítést tett elégedetlen alattvalóinak megfékezésére és a grófi hatalommal szemben álló, helyi nemesurak megnyerésére. Melléknevét, az „Építő”-t azzal érdemelte ki, hogy Hainaut legtöbb városát megerősítette, fallal vette körbe és támogatta a katedrálisok, templomok építését is. 1169-ben Margit és Balduin esküvője alkalmából meglátogatta a Quesnoy-i grófi palotát, amelyet éppen akkor építettek. IV. Balduin és kísérete felmászott az állványzatra, amely összedőlt. A legtöbb nemes csak kisebb sérüléseket szenvedett, de Balduinnak eltört a lába és megsérültek a veséi. Két évvel később meghalt.

## Családja és leszármazottai
Felesége Namuri Alix (1112/14 – 1169. július), I. Gottfried namuri gróf és Luxemburgi Ermesinde lánya A házasságot még Balduin anyja, Yolanda szervezte meg, és elérte, hogy Alixot nevezzék meg a Namuri Grófság örökösének (Alix nagybátyja, Henrik, utód nélkül halt meg).
Balduin és Alix házasságából nyolc gyermek született:
- Yolanda (1130/35 – 1202. április)[4] Első férje (1151/52) II. Yves de Nesle Comte de Soissons (? – 1178. augusztus). A házasságból nem született gyermek és férje halála után Yolanda újra házasodott, második férje IV. Hugó Comte de Saint Pol.[5] Ebből a házasságból két lány született, Izabella és Eusztácia.[6] Előbbi Walther, Châtillon-sur Mar hűbérurának, utóbbi Nesle-i János felesége lett.
- Balduin (1134 – 1147/50)[7]
- Ágnes (1140/45 – 1168/73)[4] Férje (1164) I. Raoul de Coucy, Coucy hűbérura (1142 – Akkra, 1191. november).[8]
- Lauretta (? – 1181. augusztus 9.)[4] Első férje Dirk van Aalst, Aalst grófja (? – 1166. április 20.), második férje (1173. január) IV. Bourchard Sire de Montmorency (1126 – 1189)[9]
- Godfrey (1147 – Mons, 1163. április 7.) az Ostrevant grófja címet kapta. Apja már bevonta Hainaut kormányzásába és megkapta a társ-grófi címet is, amikor 16 évesen, egy Szentföldi utazás előkészítése közben meghalt.[10] Első felesége (1162) Eleonora de Vermandois (1148/49 – 1213. január 19/21.), I. Bátor Raoul vermandoisi gróf lánya.[11] Nővére halála után, 1183-ban magának követelte Vermandois grófságát, majd 1186-ban sikerült megszereznie Valois grófságot. 1192-ben Vermandois grófnője lett. Második férje (1164) IV. Vilmos nevers-i gróf, harmadik férje (1171) I. Máté boulogne-i gróf (I. Thierry flamand gróf fia), negyedik férje (1175) Máté, Beaumont-sur-Oise grófja.
- Balduin (1150 – Mons, 1195. december 17.) Apja halála után 1171-től V. Balduin néven Hainaut grófja, 1189-től I. Balduin néven namuri gróf, 1191-től feleségével együtt, VIII. Balduin néven Flandria grófja.
- Henrik (? – 1207 után)[12] 1187-től Sebourg hűbérura, első felesége Johanna van Peteghem, második felesége Anasztázia.
- Berta[13]